# Changlimithangstadion
Het Changlimithangstadion is het nationale stadion van Bhutan.
Het stadion is gelegen in de hoofdstad Thimphu en biedt plaats aan 45.000 toeschouwers. Het wordt vooral gebruikt voor voetbal en boogschieten. De Bhutan Premier League (voorheen Bhutan National League) wordt in dit stadion afgewerkt en ook het Bhutaans voetbalelftal speelt er zijn thuiswedstrijden.
Het stadion was het decor voor de historische wedstrijd op 30 juni 2002 waarin Bhutan als de op een na laatste op de FIFA-wereldranglijst de laatste op de lijst, Montserrat, met 4-0 versloeg. Over deze wedstrijd maakte Johan Kramer de documentaire The Other Final.
In het stadion wordt ook openluchttheater opgevoerd.